# Округ Дјетва
Округ Дјетва (слч. Okres Detva) округ је у Банскобистричком крају, у Словачкој Републици. Административно средиште округа је град Дјетва.

## Географија
Налази се у централном дијелу Банскобистричког краја.
Граничи:
- на сјеверу је Округ Брезно,
- источно Округ Полтар и Округ Лучењец,
- западно Округ Звољен,
- јужно Округ Вељки Кртиш.

Клима је умјерено континентална.

## Становништво
| Година:    | 1994.  | 2004.   | 2014.   | 2024.   |
| ---------- | ------ | ------- | ------- | ------- |
| Број људи: | 34 200 | 33 173  | 32 632  | 30 380  |
| Разлика:   |        | -3,00 % | -1,63 % | -6,90 % |

| Година:    | 2023.  | 2024.   |
| ---------- | ------ | ------- |
| Број људи: | 30 562 | 30 380  |
| Разлика:   |        | -0,59 % |

Према подацима о броју становника из 2011. године округ је имао 32.941 становника. Словаци чине 90,37% становништва.
| Етнички састав (2011)‍ | Етнички састав (2011)‍ | Етнички састав (2011)‍ | Етнички састав (2011)‍ | Етнички састав (2011)‍ |
| --------------------- | --------------------- | --------------------- | --------------------- | --------------------- |
|                       |                       |                       |                       |                       |
| Словаци               | Словаци               |                       | 0                     | 90,37%                |
| Роми                  | Роми                  |                       | 0                     | 0,61%                 |
| Чеси                  | Чеси                  |                       | 0                     | 0,38%                 |
| остали, непознато     | остали, непознато     |                       | 0                     | 8,64%                 |

## Насеља
У округу се налази два града и 13 насељених мјеста. Градови су Дјетва и Хрињова.